# Битва за Землю
«Битва за Землю» (англ. Captive State, дослівно «В неволі») — американський науково-фантастичний фільм 2019 року режисера Руперта Ваятта. Прем'єра фільму відбулася 29 березня 2019 року.

## Сюжет
У 2019 році в Чикаго, як і багатьох інших містах по світу, зникає електрика і впроваджують воєнний стан. Ширяться чутки, що Землю відвідали іншопланетяни і уряди погоджуються на їхні вимоги. Сім'я Драммондів намагається втекти з міста, але на виїзді з міста батьків спалюють іншопланетяни, тоді як діти, що були на задніх сидіннях, виживають.
До 2027 року світ капітулював перед іншопланетянами, котрим передається верховна влада. Їх називають Законодавцями, прибульці припиняють війни та створюють у найбільших містах ізольовані стінами зони. Люди допомагають їм будувати підземні бази та видобувати ресурси.
Габріел Драммонд живе в бідному районі Чикаго. Начальник поліції Вільям Малліган, який до вторгнення був партнером з батьком Габріеля, переконаний, що Габріел пов'язаний з терористичною організацією «Фенікс». Він переслідує Габріеля, але зрештою відпускає. Згодом Габріел зустрічається з членом «Фенікса», щоб передати таємне повідомлення, сховане в цигарці. Той відвозить його до парку, де він зустрічає свого брата Рейфа, місцевого лідера партизанів. Рейф повідомляє Габріелю покинути територію, оскільки «Фенікс» планує вибух під час зустрічі представників влади з прибульцями. Габріел поспішно збирає речі, що помічає Вільям, але вирішує не заважати йому. Той не слухається наказу брата і переховується в місті.
Завдяки коду, схованому в цигарці, Рейф отримує доступ до системи стеження за населенням, щоб спланувати напад. З допомогою іншопланетної бомби «Фенікс» підриває делегацію Законодавців, виходи з міста закривають військові та починають пошуки партизанів. Законодавці посилають власні війська на їх пошуки. Соратниця Рейфа Аніта гине при атаці, а Деніел приймає смертельну отруту. Рейф також намагається отруїтись, але Вільям ранить його і заарештовує.
Габріела тим часом затримують під час рейду поліції. Малліган показує йому як Рейфа катують і вимагає зв'язатись із «Феніксом» аби вислідкувати за сигналом керівників партизанів. Він обіцяє, що тоді Габріелу і Рейфу збережуть життя, інакше Законодавці атакують Чикаго. Той погоджується і приводить поліцію до повії Джейн До, котру вбивають під час облави. В її будинку виявляють записи про всіх членів «Фенікса». Малліган рапортує, що загрозу з боку партизанів цілком усунено і отримує підвищення.
Пізніше Малліган зустрічається з Габріелем, який шкодує, що план Рейфа провалився. Малліган передає йому карту пам'яті зі словами, що це була необхідна частина плану. На карті Габріел знаходить відео з посланням від Вільяма, де той доручає Габріелу очолити «Фенікс». Після цього Габріел знищує карту.
Тим часом Малліган отримує право зустрітися з Законодавцями в їхньому підземному сховищі. Коли Малліган спускається під землю, стає видно, що він несе з собою вибухівку.
Під час титрів показується, що сховище було знищено. Після цього в багатьох містах по всьому світу спалахують повстання проти загарбників.

## У ролях
| Актор                 | Роль              |
| --------------------- | ----------------- |
| Джон Гудман           | Вільям Малліган   |
| Ештон Сандерс         | Габріел Драммонд  |
| Джонатан Мейджорс     | Рейф Драммонд     |
| Machine Gun Kelly     | Джаргіс           |
| Віра Фарміга          |                   |
| Алан Рак              | Ріттенгауз        |
| Кевін Данн            | начальник поліції |
| Мадлен Брюер          | Рула              |
| Бен Деніелс           | Деніел            |
| Даніель Бернард Суїні | Левітт            |
| Кевін О'Коннор        | Кермод            |
| Кікі Лейн             | Керрі             |
| Джеймс Ренсон         | Еллісон           |

## Український дубляж
Фільм дубльовано студією AAA-Sound на замовлення UFD у 2019 році.
- Режисер дубляжу та звукорежисер перезапису — Олександр Єфімов
- Перекладач — Віталій Жук
- Редактор — Юлія Когут

Ролі дублювали: Андрій Федінчик, Євген Пашин, Катерина Сергеєва, Дмитро Гаврилов, Катерина Буцька, Дмитро Завадський, Антоніна Якушева, Юрій Ребрик, Михайло Кришталь, Катерина Брайковська, Ярослав Чорненький, Ольга Радчук, Віктор Григор'єв, Павло Скороходько, Андрій Альохін, Дмитро Терещук, Михайло Тишин та інші.